# Tropico (微电影)

## Chemtrails over the Country Club
《Tropico》是一部關於「罪惡和救贖的聖經故事」的微電影，片中由拉娜·德雷飾演夏娃，Shaun Ross飾演亞當，Anthony Mandler導演。Tropico與2013年12月4日在美國加利福尼亞州好萊塢圆顶剧院首映，次日被上传至Lana Del Rey官方VEVO。Tropico中三首插曲《Body Electric》《Gods & Monsters》《Bel Air》均來源於2012年Lana Del Rey的EP《Paradise》。Tropico的EP與2013年12月6日在iTunes商店上發佈，包含上述三首歌曲和微電影。

## 制作与发行
Tropico拍摄于2013年6月底，由拍摄过Lana Del Rey的两首单曲《National Anthem》和《Ride》MV的Anthony Mandler导演。Lana Del Rey通过社交媒体平台发布了几张宣传照，其中一张Lana Del Rey披着头纱扮演圣母玛利亚，另一张Lana Del Rey手持一条蛇，扮演圣经中亚当的妻子夏娃。2013年8月，Lana Del Rey在Twitter上宣布这部微电影会有两次首映式，一次在洛杉矶的好莱坞永恒公墓，另一次在纽约一个未指明的地点。Lana Del Rey将这部微电影称作是一次“告别”，评论家指出这与Lana Del Rey曾声称将发行下张专辑《Ultraviolence》相矛盾，当时该专辑下的一首歌曲《Black Beauty》已在网上释出。2013年11月22日，一个官方预告片释出，在预告结尾宣布了微电影会在2013年12月5日上传于Lana Del Rey的官方VEVO账号 。2013年12月3日，Lana Del Rey的官方网站宣布微电影会在VEVO发布前在加利福尼亚州好莱坞的Cinerama Dome首映 。首映前，Lana Del Rey向观众宣布了即将到来的新专辑名称，并解释了“告别”的意思：“我真的希望能和大家再次见面，所以我可以尝试以视觉的方式在发布新专《Ultraviolence》前结束《Born to Die》及《Paradise》这一章。”

## 劇情簡介

### 第一章 -Body Electric
微电影以伊甸园里原始的亚当（Shaun Ross） 和夏娃（Lana Del Rey） 开始，上帝（由John Wayne刻画的人物），耶稣，玛丽莲·梦露，猫王与亚当夏娃同时存在。当《Body Electric》开始播放时，微电影中镜头不断切换到Lana Del Rey扮演的圣母玛利亚。在音乐结束时，夏娃被蛇诱惑，决定吃知善恶树上的苹果。当她吃下苹果后，空中开始出现闪电。亚当也决定与他的爱人一样吃下苹果。最后他们被赶出了他们的「天堂」伊甸园。

### 第二章 -Gods & Monsters
时间回到现代，亚当与夏娃居住在了洛杉矶，Lana Del Rey开始吟诵沃尔特·惠特曼的诗歌《I Sing the Body Electric》，此时的Lana Del Rey是一位脱衣舞女，Ross是一个团伙中的一员，白天在一家便利店工作。在这一段，《Gods & Monsters》开始播放。歌曲结束后，一帮中年男子惊讶的看到他们的朋友在他的生日上带来了一些脱衣舞女时，Lana Del Rey开始吟诵艾伦·金斯堡的诗歌《Howl》。脱衣舞女进来几分钟后，Ross和他的团伙带著枪抢走了所有的钱。

### 第三章 -Bel Air
上帝出现并开始讲述John Mitchum的诗歌《Why I Love America》，「你问我为什么爱她？嗯，给我时间，我会解释。你是否见过堪萨斯州的日落，或者亚利桑那的雨？」。亚当夏娃接著开车到一个乡村的麦田，《Bel Air》开始在落日中播放，亚当夏娃升到空中，被飞碟包围。

## EP信息
专辑曲目
| 曲序 | 曲目            | 词曲                                   | 製作人                              | 时长  |
| ---- | --------------- | -------------------------------------- | ----------------------------------- | ----- |
| 1.   | Body Electric   | Lana Del Rey Rick Nowels （ 英语 ： Rick Nowels） | Nowels Dan Heath                    | 3:53  |
| 2.   | Gods & Monsters | Lana Del Rey Tim Larcombe              | Larcombe Emile Haynie （ 英语 ： Emile Haynie） | 3:57  |
| 3.   | Bel Air         | Lana Del Rey Heath                     | Heath                               | 3:57  |
| 4.   | Tropico         | Lana Del Rey                           | Anthony Mandler (導演)              | 27:00 |